# Inishturk
Inishturk (Inis Toirc in gaelico irlandese, che significa "isola del verro selvatico") è un'isola abitata al largo delle coste del Mayo, in Irlanda, di cui fa parte.

## Demografia
La popolazione permanente è di circa settanta abitanti, dislocati in due insediamenti principali situati entrambi nella parte orientale dell'isola. Il villaggio meridionale (chiamato West Side) è noto per il forte desiderio da parte di alcuni abitanti di annettersi alla Contea di Galway più a sud, sebbene progressi concreti non si siano registrati. Il sentimento secessionista è molto meno forte nell'altro villaggio principale e lungo il porto.  Alcuni abitanti sono discendenti di evacuati da Inishark, un'isola della contea di Galway più a sud ovest. Un club sociale è situato nella collina che separa i due insediamenti.
Inishturk il più alto tasso di donazioni pro capite attraverso la RNLI (Royal National Lifeboat Institution) in tutta l'isola d'Irlanda.

## Trasporti e infrastrutture

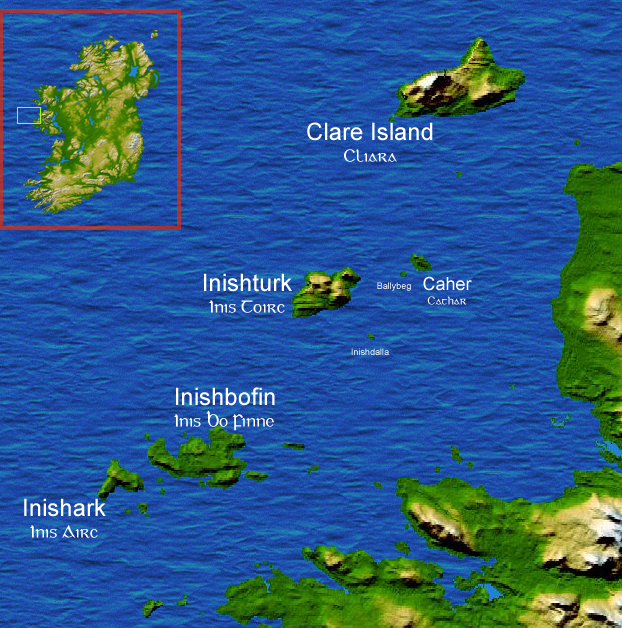
Mappa tridimensionale: Inishturk è la seconda isola di quelle principali dall'alto

L'isola è raggiunta da traghetti giornalieri che salpano dall'attracco di Roonagh. I Britannici costruirono una torre Martello nella costa occidentale durante le Guerre Napoleoniche. Diffuso l'uso del currach, imbarcazione tipica delle isole Aran e della Baia di Galway.

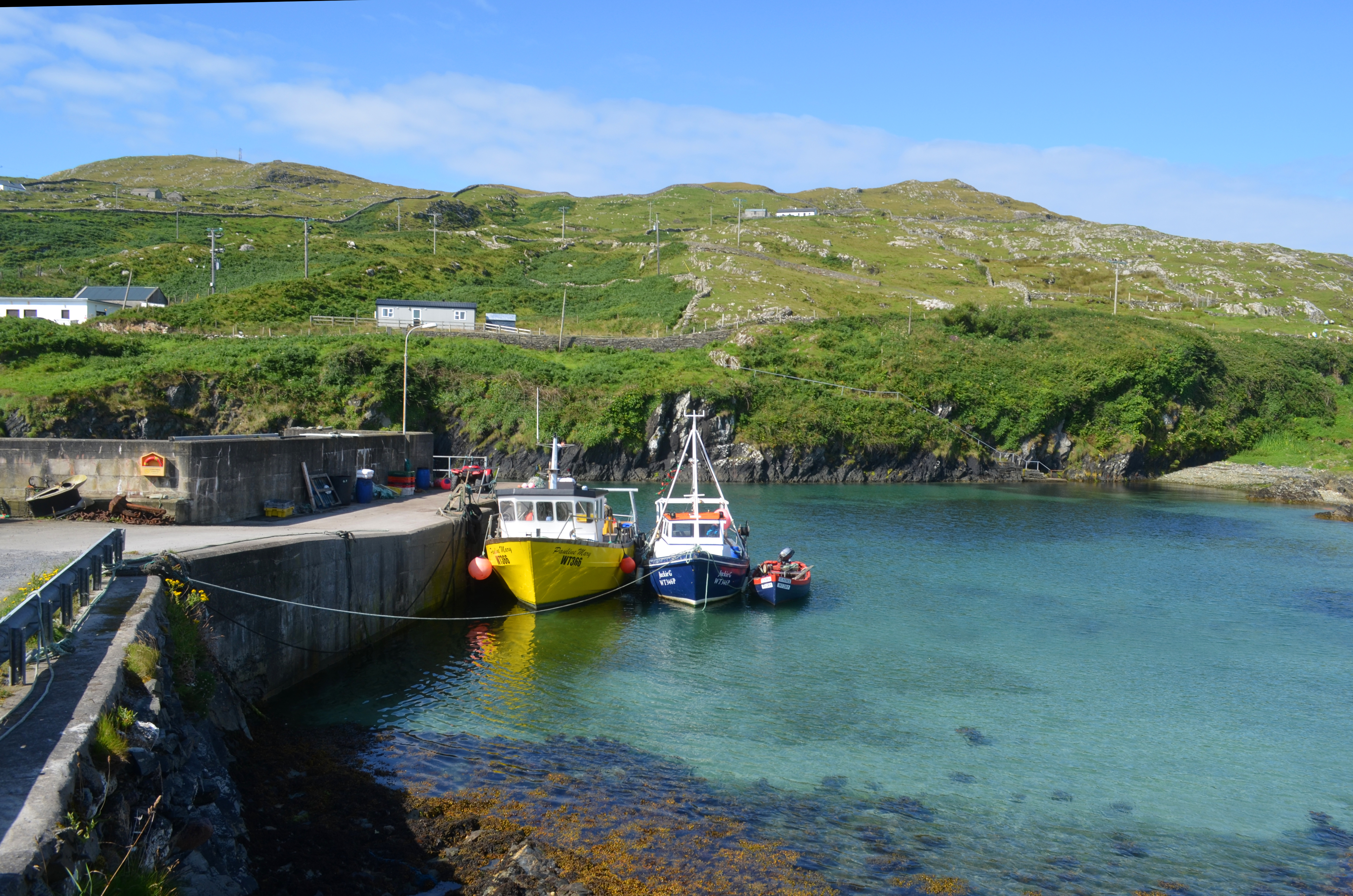
Inishturk.

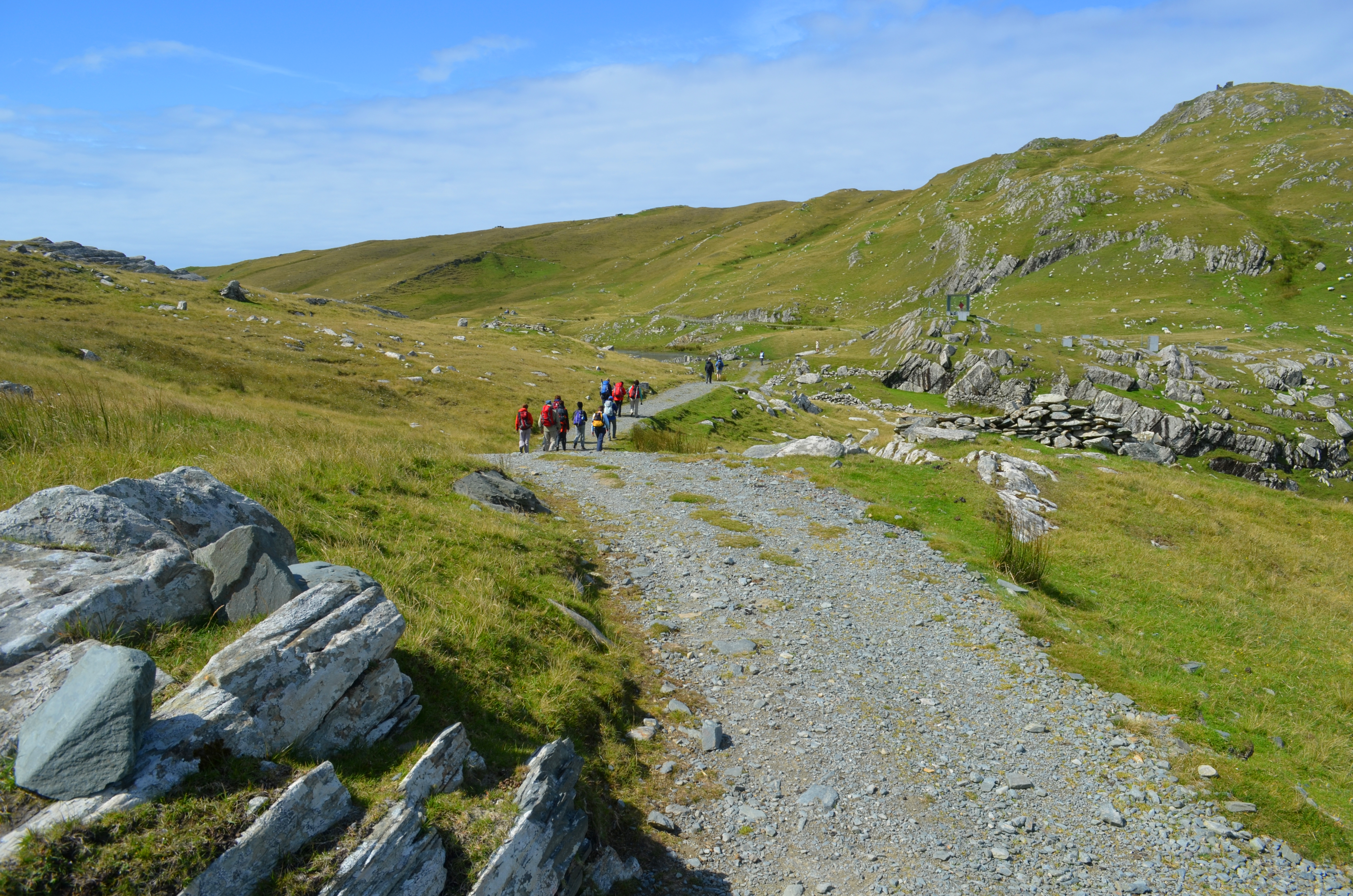
Inishturk.